# 飯室村
飯室村（いむろそん）は、広島県安佐郡にあった村。現在の広島市安佐北区の一部にあたる。

## 地理
鈴張川流域の山間部に位置していた。

## 歴史
- 1889年（明治22年）4月1日、町村制の施行により、高宮郡飯室村が単独で村制施行し、飯室村が発足[1][2]。
- 1898年（明治31年）10月1日、郡の統合により安佐郡に所属[1][2]。
- 1953年（昭和28年）8月14日、幕の内峠で広島電鉄のバスが道路から転落。死者10人、重軽傷者45人[3]。
- 1955年（昭和30年）3月31日、安佐郡鈴張村、小河内村、日浦村、久地村と合併し、町制施行し安佐町を新設して廃止された[1][2]。

### 地名の由来
『郡中国郡志』では往古諸国に設置された氷室にちなむものか、としている。

## 産業
- 農業[2]

## 交通

### 鉄道
- 1936年（昭和11年）国有鉄道可部線可部～安芸飯室間開通し安芸飯室駅開設[2]。1946年（昭和21年）布駅開設[2]。

## 出身・ゆかりのある人物
- 大塚節治 - 神学者、同志社第13代総長